# Біляєвка (Соль-Ілецький міський округ)
Біля́євка (рос. Беляевка) — село у складі Соль-Ілецького міського округу Оренбурзької області, Росія.

## Населення
Населення — 180 осіб (2010; 205 у 2002).
Національний склад (станом на 2002 рік):
- росіяни — 42 %
- казахи — 39 %